# Hoya minutiflora
Hoya minutiflora är en oleanderväxtart som beskrevs av Rodda och Simonsson. Hoya minutiflora ingår i släktet Hoya och familjen oleanderväxter. Inga underarter finns listade i Catalogue of Life.